# Francesco Casagrande
Francesco Casagrande, född 14 september 1970 i Florens, Italien, är en italiensk tidigare professionell tävlingscyklist.
Casagrande gjorde resultat både i långa etapplopp och på endagstävlingar. 2000 var han på väg att vinna Giro d'Italia. Han hade den rosa ledartröjan på den näst sista etappen men gjorde bort sig ordentligt och slutade tvåa bakom Stefano Garzelli. Han vann dock den gröna tröjan som den bäste i bergspristävlingen. Övriga meriter är bland annat vinster i Classica de San Sebastian 1998 och 1999, samt La Flèche Wallonne år 2000. Casagrande lade cykelkarriären bakom sig i slutet av 2005.
Casagrande vann också Subida a Urkiola 2000 före Leonardo Piepoli och Davide Rebellin. I världsmästerskapens linjelopp 1999 slutade Casagrande fyra efter Óscar Freire, Markus Zberg och Jean-Cyril Robin.
I början av sin karriär vann Casagrande Tirreno-Adriatico och Baskien runt 1996. Båda tävlingarna är veckolånga etapplopp.
Giro del Trentino vann Casagrande 2001 och 2002. Under säsongen 2002 vann han också Settimana Ciclistica Internazionale Coppi-Bartali.
Francesco Casagrande blev professionell med det italienska San Marino-baserade stallet Mercatone Uno 1992.
1998 stängdes Casagrande av i sex månader för att ha uppvisat för höga värden av testeron.

## Privatliv
Francesco Casagrande är bror till Filippo och Stefano Casagrande, som även de varit proffscyklister.

## Stall
- Mercatone Uno 1992–1995
- Saeco 1996–1997
- Cofidis 1998
- Vini Caldirola 1999–2000, 2004
- Fassa Bortolo 2001–2002
- Lampre 2003
- Naturino-Sapore di Mare 2005